# Cambio de variable
Un cambio de variable es una técnica empleada en matemática para resolver algunas ecuaciones o sistemas de ecuaciones de grado superior a uno, que de otra forma sería más complejo resolver. Mediante este sistema se da paso a una ecuación equivalente, y, una vez resuelta, se deshace el cambio para obtener el valor de la incógnita inicial. Se emplea en los siguientes casos:
- Ecuaciones bicuadradas
- Ecuaciones y sistemas exponenciales
- Ecuaciones de tercer grado
- Ecuaciones de cuarto grado

Ejemplo: resolución de una ecuación exponencial mediante cambio de variable:
Existen tres tipos de ecuaciones exponenciales; en el segundo caso pueden reducirse a una de segundo grado. Es el caso de {\displaystyle 9^{x}-7\cdot 3^{x}-18=0\,}. Se siguen los siguientes pasos:
- Se factoriza 9 en 32 para que tenga la misma base que 7 · 3x:

{\displaystyle 3^{2x}-7\cdot 3^{x}-18=0\,}
- Se realiza el cambio de variable 3x = z, por lo que 32x = z2, y se tiene:

{\displaystyle z^{2}-7z-18=0\rightarrow \ z={\frac {7\pm {\sqrt {49+72}}}{2}}={\frac {7\pm 11}{2}}\rightarrow \ z_{1}=9;z_{2}=-2\,}
- Se deshace el cambio de variable:

{\displaystyle 3^{x}=9\rightarrow \ 3^{x}=3^{2}\rightarrow \ x=2}
La única solución es x = 2, ya que las potencias de 3 siempre son positivas, por lo que 3x = - 2 no puede cumplirse.